# Colégio Militar/Luz (Metro de Lisboa)
Colégio Militar/Luz es una estación del Metro de Lisboa. Se sitúa en el municipio de Lisboa, entre las estaciones de Carnide y Alto dos Moinhos de la Línea Azul. Fue inaugurada el 14 de octubre de 1988 junto con las estaciones de Alto dos Moinhos y Laranjeiras, en el ámbito de la expansión de esta línea al barrio lisboeta de Benfica.
Esta estación se ubica en la Av. do Colégio Militar, junto al cruce con la Av. Lusíada, próxima al Centro Comercial Colombo y al Estádio da Luz. El proyecto arquitectónico es de la autoría del arquitecto António J. Mendes y las intervenciones plásticas del pintor Manuel Cargaleiro.